# Hình xăm
Hình xăm là một hình thức thay đổi cơ thể được thực hiện bằng cách đưa mực xăm, thuốc nhuộm và/hoặc chất tạo màu không phai hoặc không tạm thời vào lớp chân bì của da để tạo thành một thiết kế. Các thợ xăm tạo ra những thiết kế này bằng một số quy trình và kỹ thuật xăm hình, bao gồm cả hình xăm truyền thống được chạm khắc bằng tay và máy xăm hiện đại. 
Lịch sử của hình xăm có từ thời đại đồ đá mới, đã được trải qua quá trình thực hành trên khắp thế giới bởi nhiều nền văn hóa, tính biểu tượng và tác động của hình xăm có sự khác biệt ở các địa điểm và nền văn hóa khác nhau.
Hình xăm có thể mang tính trang trí (không có ý nghĩa cụ thể), mang tính biểu tượng (có ý nghĩa cụ thể đối với người mang hình xăm), mang tính hình ảnh (hình ảnh mô tả một người hoặc vật cụ thể) hoặc mang tính văn bản (từ ngữ hoặc chữ tượng hình từ ngôn ngữ viết). Nhiều hình xăm đóng vai trò là nghi lễ chuyển giao, thể hiện địa vị và cấp bậc, biểu tượng của lòng sùng kính tôn giáo và tâm linh, trang sức biểu thị cho lòng dũng cảm, dấu hiệu của khả năng sinh sản, lời cam kết của tình yêu, yếm thắng vật và bùa hộ mệnh, thể hiện sự bảo vệ và giống như hình phạt chúng là dấu hiệu của những kẻ bị ruồng bỏ, nô lệ và tù nhân. Hình xăm trang trí phổ biến cũng là một phần trong công việc của các nghệ sĩ biểu diễn như các phụ nữ xăm mình.
Mặc dù nghệ thuật xăm hình đã tồn tại ít nhất là từ người đầu tiên được biết đến có hình xăm là Ötzi, người này sống vào khoảng năm 3330 trước Công nguyên, nhưng cách xã hội nhìn nhận về hình xăm đã thay đổi rất nhiều trong suốt chiều dài lịch sử. Vào thế kỷ 20, nghệ thuật xăm hình trên hầu hết thế giới gắn liền với một số ít lối sống "thô sơ" cụ thể, đặc biệt là thủy thủ và tù nhân. Vào thế kỷ 21, nhiều người chọn xăm hình vì lý do nghệ thuật, thẩm mỹ, tình cảm/tưởng niệm, tôn giáo và tâm linh, hoặc để tượng trưng cho sự thuộc về hoặc nhận dạng của họ với các nhóm cụ thể, bao gồm các băng nhóm tội phạm (xem hình xăm tội phạm) hoặc một nhóm dân tộc cụ thể hoặc nền văn hóa thiểu số tuân thủ pháp luật. Hình xăm có thể cho thấy cảm nhận của một người về người thân (thường là cha mẹ hoặc con cái) hoặc về một người không thân thuộc.
Hình xăm cũng có thể được sử dụng cho mục đích chức năng, chẳng hạn như để nhận dạng như trang điểm vĩnh viễn hoặc mục đích y tế.